# 김동우 (1982년)
김동우 (1982년 5월 10일 ~ )는 대한민국의 전직 스타크래프트 프로게이머이다. KIMDONGWOO라는 아이디를 사용했으며, 주 종족은 저그였다.

## 개요
1999년 프로게이머 활동을 시작하였으며, 2000년 6월 삼성전자 칸의 초창기 멤버로 활동하였다. KIGL 등 여러 대회에 입상했으며, 2003년까지 활동하였다.

## 경력
- 배틀탑 밀레니엄 우승
- 배틀탑 경주 엑스포 우승
- 2000년 KIGL 춘계리그 3위
- 2000년 KIGL 하계리그 4위
- 2000년 KIGL 추계리그 우승
- 2000년 KIGL 동계리그 2위
- 2000년 KIGL 왕중왕전 준우승
- APGL 6위
- 프로게이머 초청전 컴팩코리아배 3위
- KBK 오리지널 부문 3위
- SBS 게임대회 3위
- SBS 그랑프리 대회 3위
- 2001년 AMD배 PKO 우승
- 2001년 ITV 서바이벌리그 3위
- 2002년 리복배 2002 KPGA 2차리그 8강